# Šimon z Lipnice
Šimon z Lipnice, OFM (asi 1437, Lipnica Murowana – 18. července 1482, Krakov) byl polský římskokatolický kněz a řeholník Řádu menších bratří. Katolická církev jej uctívá jako světce.

## Život

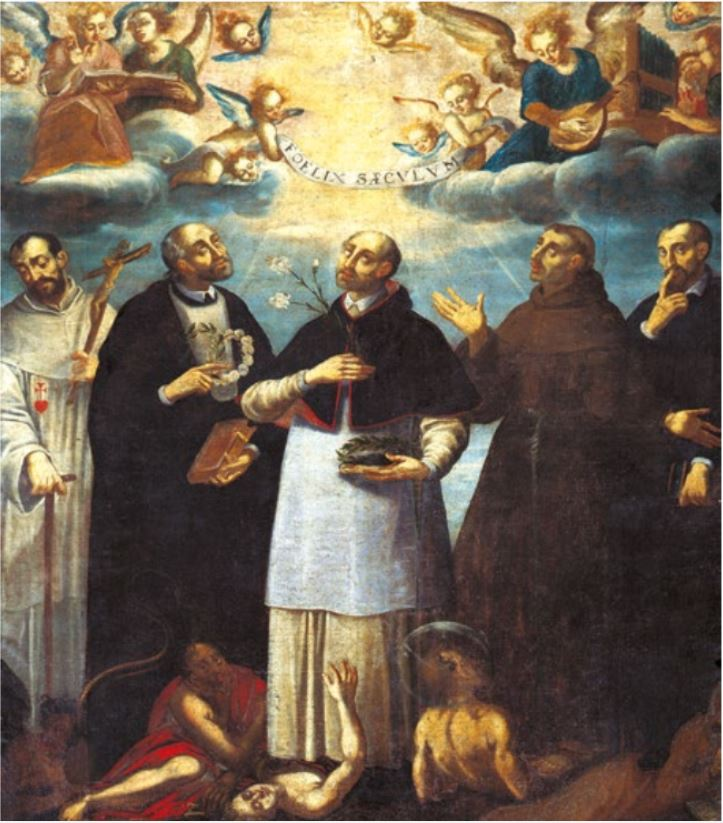
Obraz, zobrazující světce, žijící v 15. století v Krakově (sv. Šimon z Lipnice druhý zprava)

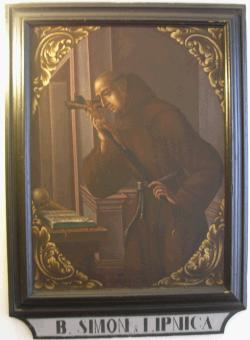
Obraz

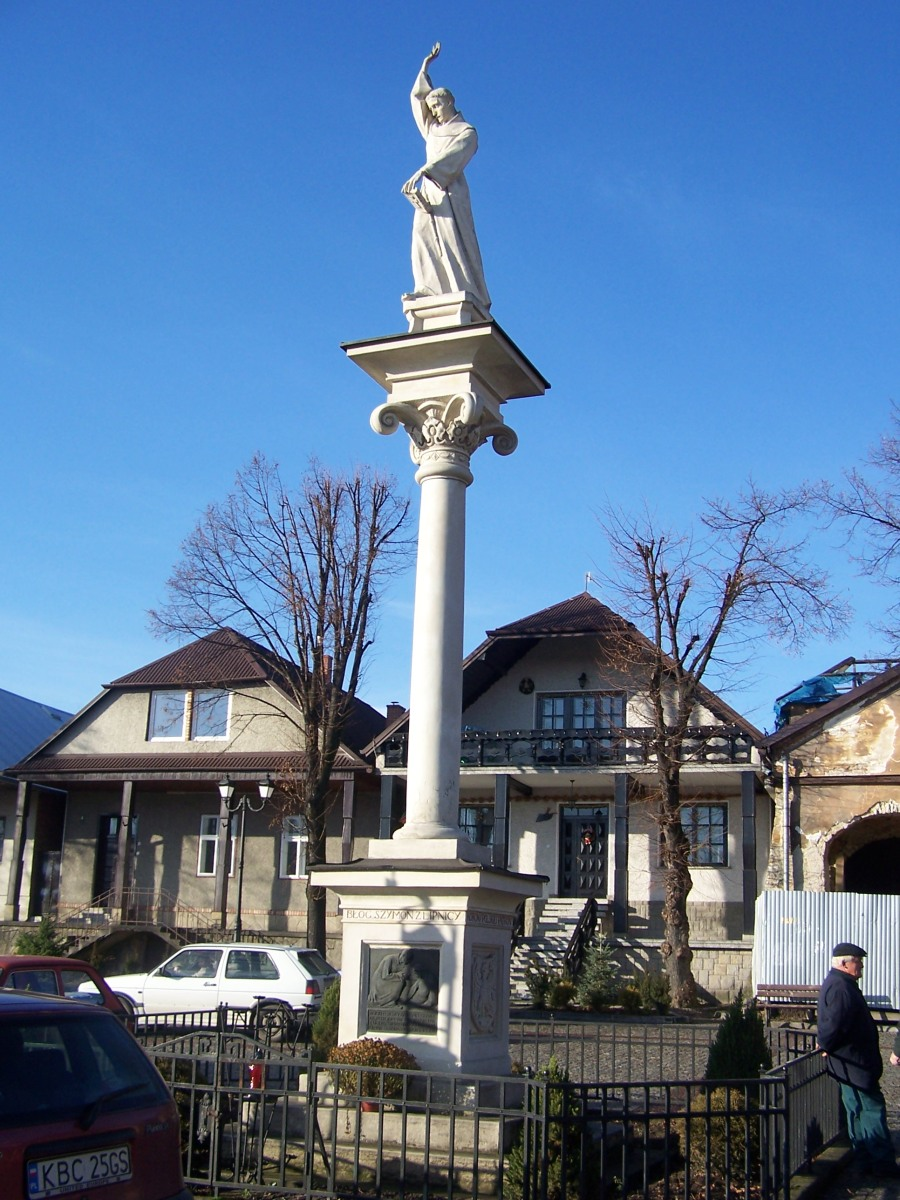
Sloup s jeho sochou na náměstí v Lipnici Murowané

Narodil se kolem roku 1437 ve vesnici Lipnica Murowana chudým zbožným Grzegorzovi a Anně. Roku 1454 se přestěhoval do Krakova, aby zde studoval na Jagellonské univerzitě. Byl inspirován kázáními sv. Jana Kapistrána a rozhodl se stát řeholním knězem. V roce 1457 získal bakalářský titul.
Roku 1457 požádal, spolu s několika svými spolužáky, o přijetí do Řádu menších bratří v klášteře sv. Bernarda ve Stradomce. Na jeho formaci dohlížel novicmistr Kryštof z Varese. Roku 1460 byl vysvěcen na kněze a roku 1458 složil u františkánů řeholní sliby. Nejprve byl poslán do kláštera v Tarnówě a poté do Stradomky. Zde byl známý především jako kazatel a propagátor lidových pobožností.

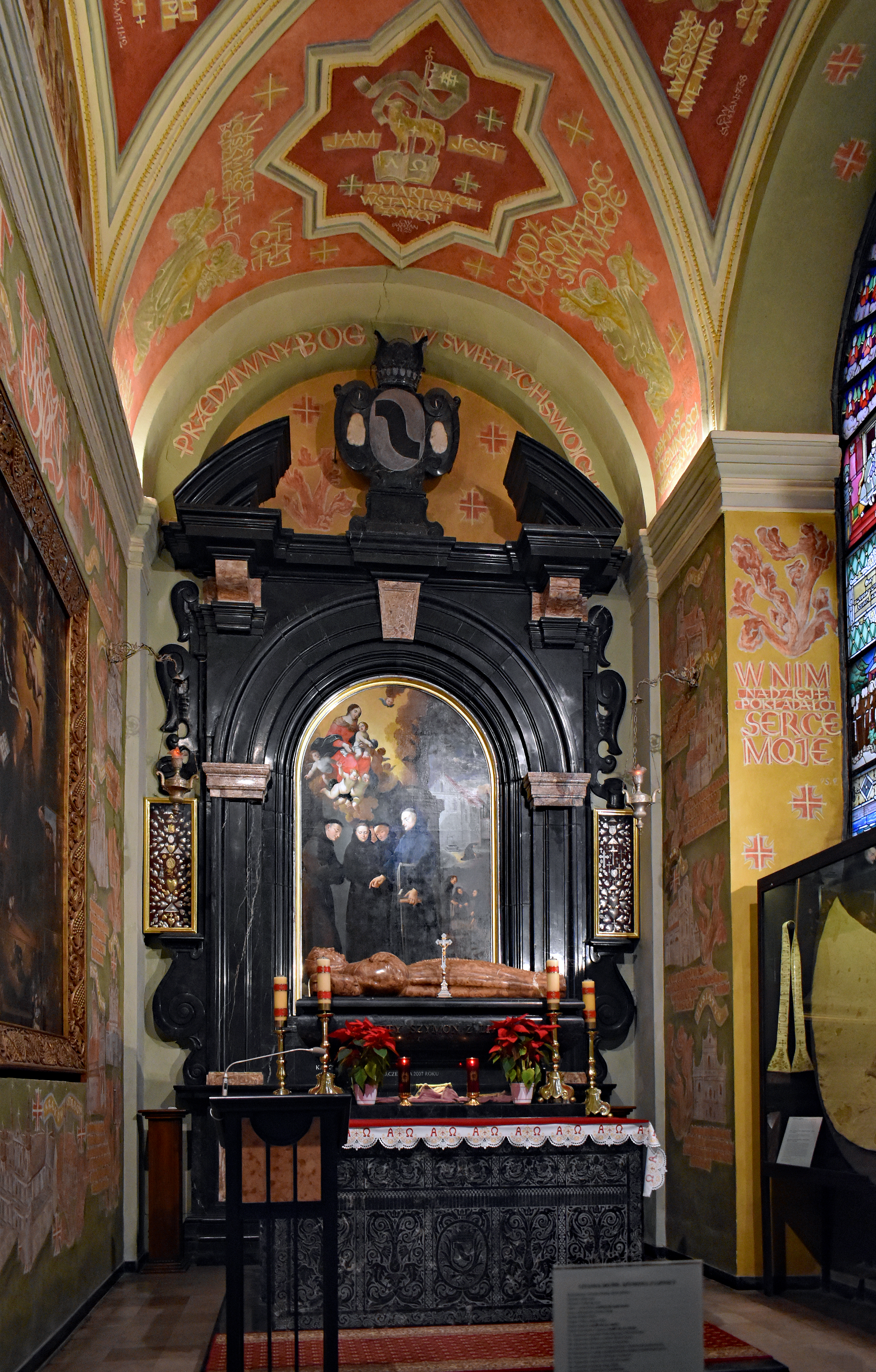
Oltář s jeho hrobkou v kostele sv. Bernardýna ze Sieny v Krakově

Jeho inspirací byl sv. Bernardin Sienský. Dne 17. května 1472 se vydal do Aquily , aby se zde zúčastnil slavnostního přenesení Bernardinových ostatků. Roku 1478 cestoval do Pavie na generální kapitulu řádu. Poté navštívil hroby sv. Petra a Pavla v Římě, načež se vydal na pouť do Svaté země.
Často dodržoval dlouhé půsty a konal kajícnou praxi sebebičování, stejně jako nošení kajícného opasku.
Po zbytek života působil v Krakově. Zde zemřel s pohledem upřeným na krucifix dne 18. července 1482 týden poté, co se nakazil morem při ošetřování nemocných během morové epidemie. Jeho ostatky jsou uchovávány v boční kapli kostela sv. Bernardýna ze Sieny v Krakově. Na dalších místech jsou pak jeho menší relikvie.

## Úcta
Dne 24. února 1685 jej papež bl. Inocenc XI. uznáním jeho kultu prohlásil v bazilice sv. Petra za blahoslaveného. Dne 19. prosince 2005 podepsal papež Benedikt XVI. dekret o jeho hrdinských ctnostech. Dne 16. prosince 2006 byl uznán zázrak na jeho přímluvu, potřebný pro jeho svatořečení. Svatořečen pak byl dne 3. června 2007 na Svatopetrském náměstí papežem Benediktem XVI.
Jeho památka je připomínána 18. července. Bývá zobrazován v řeholním oděvu.